# Tiefland
Tiefland (Terra baixa) és una òpera verista en alemany, composta per Eugen d'Albert, sobre el llibret de Rudolph Lothar, basat en Terra Baixa d'Àngel Guimerà.

## Sinopsi

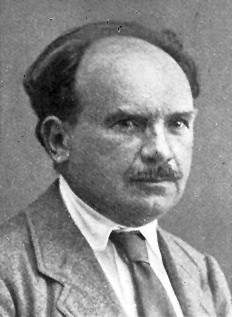
Eugen d'Albert, compositor de l'òpera inspirada en Terra Baixa

La història transcorre en les muntanyes catalanes, cap a l'any 1900. El terratinent Sebastiano casa la seua amant, Marta, amb un pastor, Pedro. Vol conservar-la com a amant alhora que planeja casar-se amb una dona rica que saldarà els seus deutes. Al principi, Marta odia Pedro, però a poc a poc, va reconeixent les seues qualitats i acaba estimant-lo. Quan Sebastiano tracta d'obligar la Marta a esdevenir de nou la seua amant, Pedro el mata. El matrimoni fuig a les muntanyes.

## llibretista
El drama de Guimerà ja havia sigut adaptat com a òpera: La Catalane, de Fernand Leborne. Rudolph Lothar el va adaptar, canviant el nom d'alguns personatges. De fet, tant l'una com l'altra versió estan farcides de tots els tòpics espanyols, amb danses andaluses incloses, i poc tenen a veure amb l'ambient català original.

## Valoració
És la més important contribució alemanya al verisme. Es presenta una oposició entre la pau de les muntanyes i les amenaces del món de la vall. Demostra el talent de l'autor com orquestrador i la seua capacitat per a crear moments de gran dramatisme.
Es va estrenar en el Neues Deutsches Theater de Praga al novembre de 1903. Va obtenir un gran èxit en la seua estrena. Posteriorment, el compositor va elaborar una segona versió, presentada a Magdeburg l'any 1905, que és la que avui dia es representa. Actualment, és l'única de les òperes de l'autor que es continua representant.
Es va estrenar al Metropolitan Opera de Nova York l'any 1908 amb Emmy Destinn.
A Barcelona es va estrenar l'any 1910, traduïda a l'italià. Arran d'això, va publicar-se una traducció al català del llibret, feta per Joaquim Pena tot fent servir el màxim possible de fragments originals de Guimerà.

## Adaptacions
L'any 1940 la directora de cine alemanya Leni Riefenstahl va dirigir Tiefland, una pel·lícula basada en l'òpera.

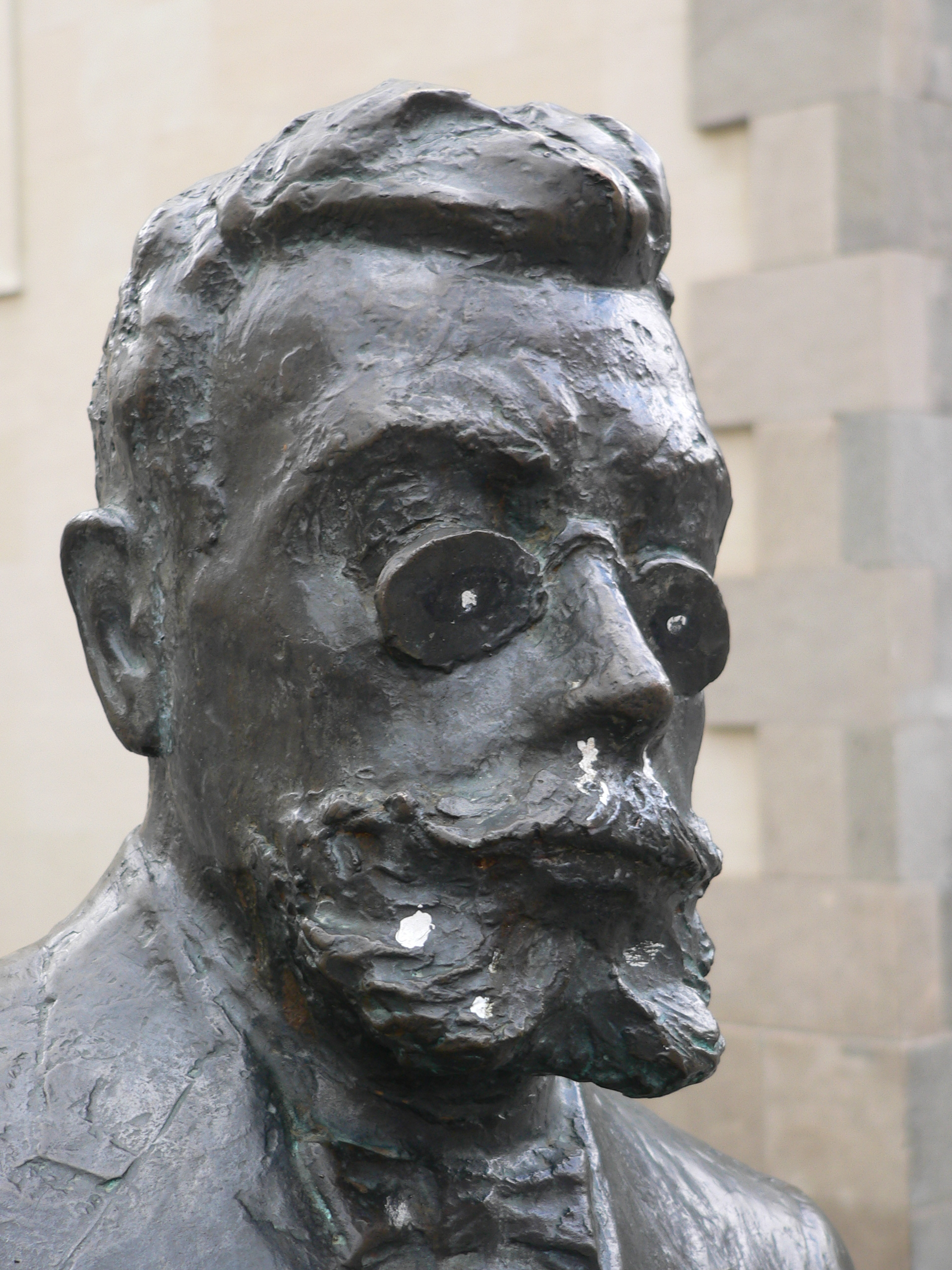
Àngel Guimerà, escriptor de Terra Baixa

## Discografia
- Dirigida per Rudolf Moralt, amb Gré Brouwenstijn, Hans Hopf, Paul Schöffler, Eberhard Waechter, Oskar Czerwenka, Waldemar Kmentt i l'Orquestra Simfònica de Viena (1957, Philips).
- Dirigida per H. Zanotelli, amb G. Feldhoff, I. Sardi, I. Strauss, R. Schock, Orquestra Simfònica de Berlín, Cor RIAS (Eurodisc, 1963).
- Dirigida per M. Janowski, amb B. Weikl, Kurt Moll, Eva Marton, René Kollo, Orquestra i cor de la Ràdio de Múnic (Acanta, 1983).